# 김명우
김명우(1973년 5월 31일 ~ ) 은 대한민국의 기자이다.
현재 거주지는 서울특별시이다.

## 학력
- 한양대학교 철학과 졸업
- 서강대학교 언론대학원 석사

## 경력
- 2000년 YTN 앵커, 기자 (YTN 24)
- 2012년 TV조선 기자
- TV조선 편집2부 기자
- TV조선 뉴스편집2부장
- TV조선 편집2부장
- TV조선 국제부장대우

## 방송
- 월요일 ~ 금요일 신통방통 (2018년 11월 19일 ~ 2019년 11월 1일)
- 토요일 ~ 일요일 TV조선 뉴스 7 (2021년 4월 3일 ~ )